# 国道156号
国道156号（こくどう156ごう）は、岐阜県岐阜市から郡上市、大野郡白川村を経由し、富山県高岡市に至る一般国道である。

## 概要

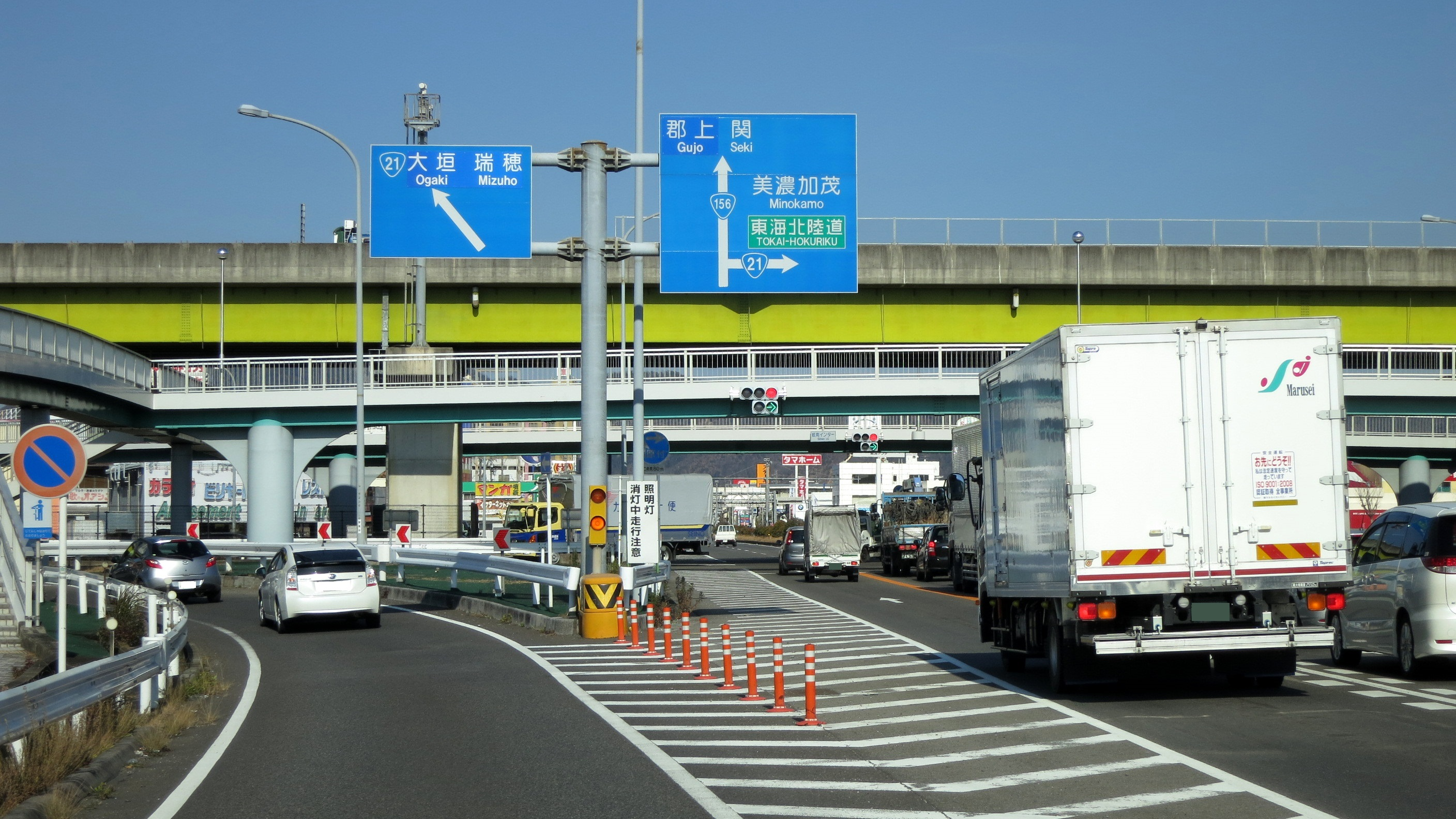
国道21号（重複区間）との分岐
岐阜県羽島郡岐南町
岐南インター交差点

岐阜県岐阜市の茜部本郷交差点を起点にして富山県高岡市四屋交差点（国道8号交点）を終点とする東海地方から富山県呉西地方まで南北につなぐ延長約215 kmの一般国道の路線で、主な通過地は、岐阜県関市、美濃市、郡上市、高山市、大野郡白川村、富山県南砺市、砺波市である。起点・岐阜市から羽島郡岐南町までの2.8 km区間は、国道21号岐大バイパスとの重用区間である。
岐阜県・富山県にまたがる山間部は、庄川の谷の斜面を削って道を付けた区間で、かつては道幅が狭く大変危険ないわゆる「酷道」だったため、路線番号にかけて「イチコロ」と揶揄された。現在は、トンネルや橋梁などによってバイパス整備が進み、清流やダム湖を望む快適路となっている。一般的に、岐阜県の御母衣湖から富山県砺波市までの区間を指して、別名「飛越峡合掌ライン」とも呼ばれている。
ほぼ全線にかけて東海北陸自動車道が並走しているが、荘川から白川郷の30 km区間は中部縦貫道・松本方面との接続を考慮し東側の飛驒清見へと迂回している。

### 路線データ
一般国道の路線を指定する政令に基づく起終点および重要な経過地は次のとおり。
- 起点：岐阜市（茜部本郷交差点 = 国道21号上、国道22号・国道157号・国道248号終点）
- 終点：高岡市（四屋交差点 = 国道8号交点）
- 重要な経過地：岐阜県羽島郡岐南町、関市、美濃市、同県郡上郡八幡町[注釈 2]、同郡白鳥町[注釈 2]、同県大野郡荘川村[注釈 3]、同郡白川村、富山県東礪波郡平村[注釈 4]、同郡庄川町[注釈 5]、砺波市
- 総延長 : 215.4 km（富山県 63.8 km、岐阜県 151.6 km）[5][注釈 6]
- 重用延長 : 2.8 km（富山県 - km、岐阜県 2.8 km）[5][注釈 6]
- 未供用延長 : なし[5][注釈 6]
- 実延長 : 212.6 km（富山県 63.8 km、岐阜県 148.8 km）[5][注釈 6]
  - 現道 : 210.2 km（富山県 63.7 km、岐阜県 146.5 km）[5][注釈 6]
  - 旧道 : 0.2 km（富山県 0.1 km、岐阜県 0.1 km）[5][注釈 6]
  - 新道 : 2.3 km（富山県 - km、岐阜県 2.3 km）[5][注釈 6]
- 指定区間：岐阜市茜部新所一丁目23番 - 郡上市白鳥町向小駄良字内田775番2（茜部本郷交差点（起点） - 向小駄良交差点）、砺波市庄川町小牧字矢ケ瀬71番8 - 高岡市上四屋663番の1（小牧ダム湖畔 - 四屋交差点（終点））[6]

## 歴史
昭和戦前、東海地方と富山県を結ぶ国道はなかった。
1930年代、岐阜県や富山県では東海北陸連絡国道の指定運動が行われていたが、大東亜戦争で国道昇格は実現しなかった。
戦後、1952年（昭和27年）12月5日の道路法（昭和27年法律第180号）制定施行に基づき、前日施行された一級国道40路線の指定に引き続き、翌年に二級国道の初回指定144路線が指定公布される。
東海地方と富山県呉東を結ぶ二級国道155号名古屋富山線（現・一般国道41号）、東海地方と富山県呉西を結ぶ二級国道156号岐阜高岡線が指定公布され、両沿線とも1930年代から悲願だった国道昇格の実現を果たした。
1953年（昭和28年）5月18日の二級国道156号岐阜高岡線の指定施行当初は、岐阜市から岐阜県郡上郡白鳥町まで二級国道157号金沢岐阜線（後の一般国道157号）と区間を重用する指定がされていた。
1965年（昭和40年）4月1日の道路法改正（昭和39年7月9日法律第163号公布）に伴い、一級国道と二級国道が廃止統合されたことにより一般国道に変わり、在来の路線名はなくなって一般国道156号が正式な路線名となる。
1970年（昭和45年）4月1日に一般国道304号が制定され、五箇山から金沢市方面への国道ルートが完成。
1975年（昭和50年）4月1日に一般国道157号の経路変更により、一般国道157号とは起点の岐阜市でのみ接続するようになった。
岐阜・富山県の庄川峡の区間は、庄川の深い渓谷沿いに走る山道で、雪崩や落石が多発する道幅も狭い危険な国道だったため「イチコロ」「イチコロ線」と揶揄され恐れられた。そのような狭い道路はバイパスを含めた道路改良によって整備され、見違えるほどの快走路となり、随所に残された旧道は、危険な道路として恐れられた当時の名残を見ることが出来る。

### 年表
- 1953年（昭和28年）5月18日 - 二級国道156号岐阜高岡線（岐阜市 - 高岡市）として指定施行[8]。
- 1954年（昭和29年）8月5日 - 富山県の東礪波郡平村（現・南砺市）下梨 - 庄川町（現・砺波市）小牧間の改修が完了し、伏木港と名古屋市が車道で結ばれる[13]。
- 1965年（昭和40年）
  - 4月1日 - 道路法改正により一級・二級区分が廃止されて一般国道156号として指定施行[4]。
  - 12月25日 - 戸出バイパス開通[14]。
- 1968年（昭和43年）
  - 12月 - 下梨地内の改修工事が完成[15]。
  - 同年度中 - 高岡市戸出行兼から戸出一野瀬までのバイパスが竣工[16]。
- 1969年（昭和44年）
  - 7月10日 - 下梨地内の舗装工事が着工（平村〔当時〕内初の舗装工事）[15]。
  - 同年度中 - 砺波 - 高岡間拡幅事業化[17]。
- 1972年（昭和47年）8月24日 - 高岡市市野瀬 - 砺波市太郎丸間の4車線化の都市計画決定[18]。
- 1977年（昭和52年）10月12日 - 富山県東礪波郡平村（現・南砺市）祖山 - 庄川町（現・砺波市）小牧間が改良され、開通[19]。
- 1979年（昭和54年）
  - 4月1日 - 岐阜東バイパスの開通に伴い岐南町経由に変更、旧道は重複していた一般国道248号へ降格された。
  - 11月22日 - 岐阜県大野郡白川村 - 富山県東礪波郡庄川町（現・砺波市）小牧間39.9 kmの改良工事が完成[20]。
- 1981年（昭和56年）12月18日 - 飛越峡合掌ライン（延長47.4 km）完成[21]。
- 1985年（昭和60年）11月27日 - 砺波市十年明に砺波除雪基地が完成[22]。

## 路線状況
岐阜・富山間の山岳部の庄川沿いに続く道路は、清流を望む快走路となっている。高山市荘川町岩瀬から大野郡白川村牧の御母衣湖にかけてはトンネルの幅が狭く、大型車同士のすれ違いが困難となっている。
現在、当国道の御母衣湖周辺区間において数本のトンネル建設を含めた福島バイパスの計画があり、2010年に福島第3トンネルが供用された。白川村岩瀬付近で庄川を挟んだ対岸に目を向けるときれいに積み上げられた山が見えるが、これは東海北陸自動車道の飛驒トンネル掘削時に排出された残土である。

### 通称
- 清流街道156（岐阜市）
- さくら街道・さくら道（高山市）
- 飛驒街道
- 郡上街道
- 上保街道
- 越前街道

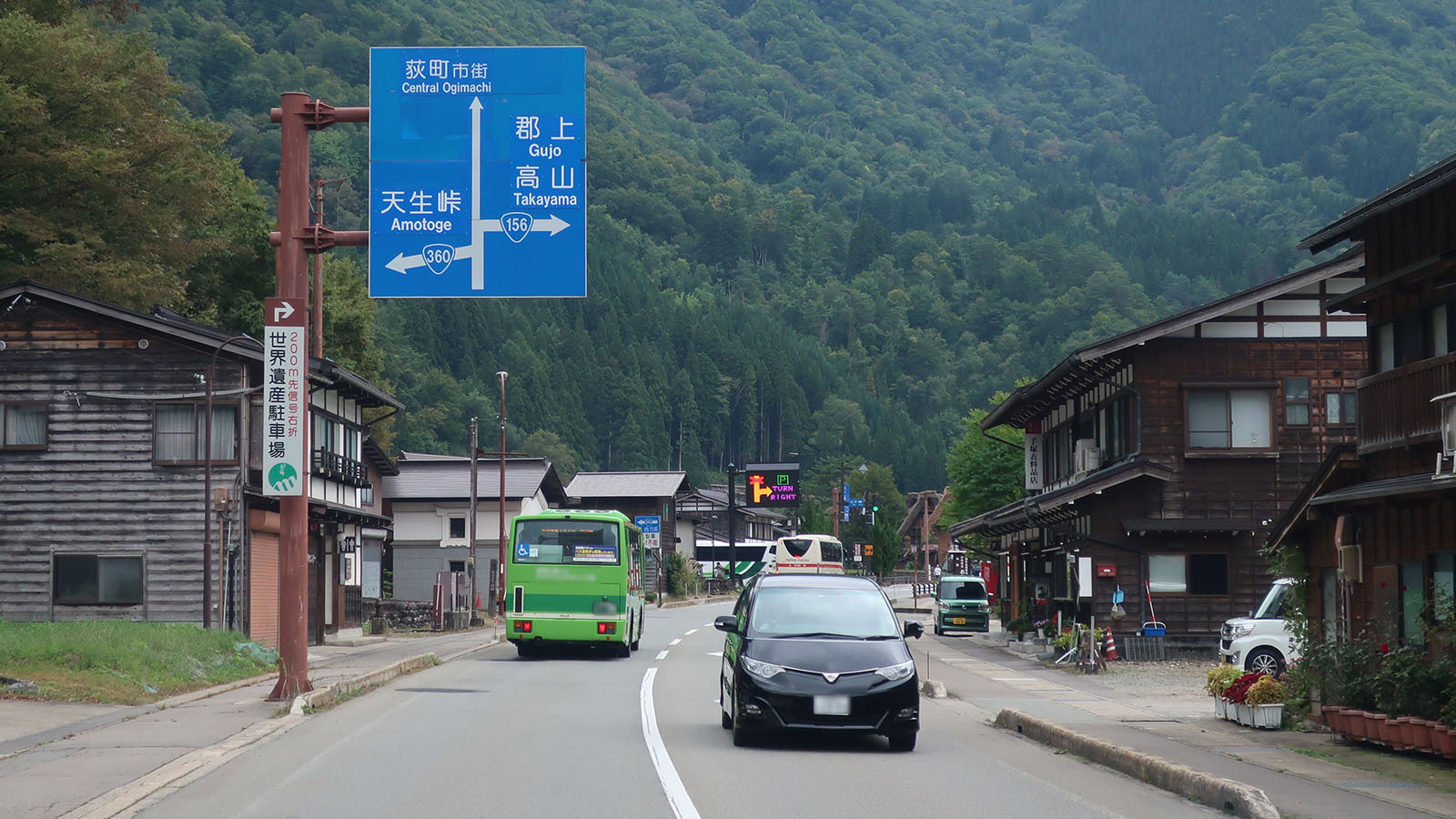
白川郷最寄交差点
(国道360号との分岐)
岐阜県大野郡白川村荻町

  - 白川街道（岐阜県郡上市八幡町 - 富山県南砺市）
郡上八幡から荘川を経て、南砺市を結ぶ街道名[23]。白山連峰の東麓を抜ける道で、沿道には世界遺産の白川郷がある[23]。
- 飛越峡合掌ライン[2]
沿線に世界遺産に登録された合掌造りの集落が点在する五箇山や白川郷があり、観光地として脚光を浴びることになったことから、合掌造りの集落をつなぐ観光のメインルートとして「飛越峡合掌ライン」の名称で親しまれる[10][11]。

### バイパス・道路改良事業など

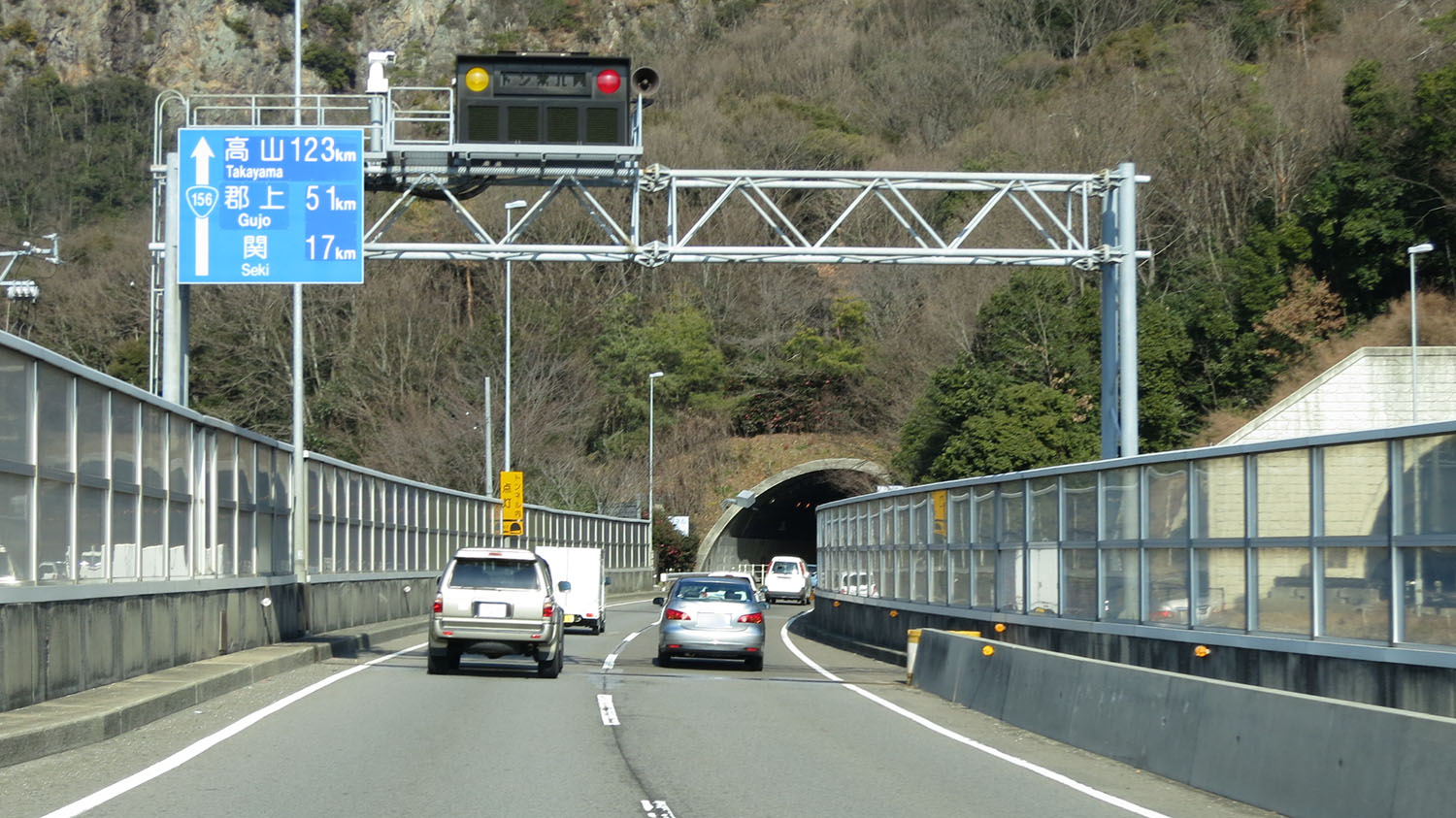
岐阜東バイパス
（岩戸トンネル付近）
岐阜県岐阜市宝来町

- 岐大バイパス（岐阜県）※国道21号重複区間
- 岐阜東バイパス（岐阜県羽島郡岐南町八剣 - 関市山田、延長13.4 km）[24]
- 大和改良（岐阜県郡上市大和町剣 - 同市白鳥町中津屋、延長2.6 km）[25][26]
- 福島バイパス（岐阜県大野郡白川村福島 - 同村牧、延長2.0 km）
- 白川バイパス（岐阜県）※東海北陸自動車道白川郷ICの事実上の取付道路
- 砺波除雪拡幅（富山県砺波市、延長5.3 km）
- 砺波高岡拡幅（富山県砺波市太郎丸 - 高岡市上関、延長13.0 km）[7]
  - 戸出バイパス（富山県高岡市）[14]

### 重複区間

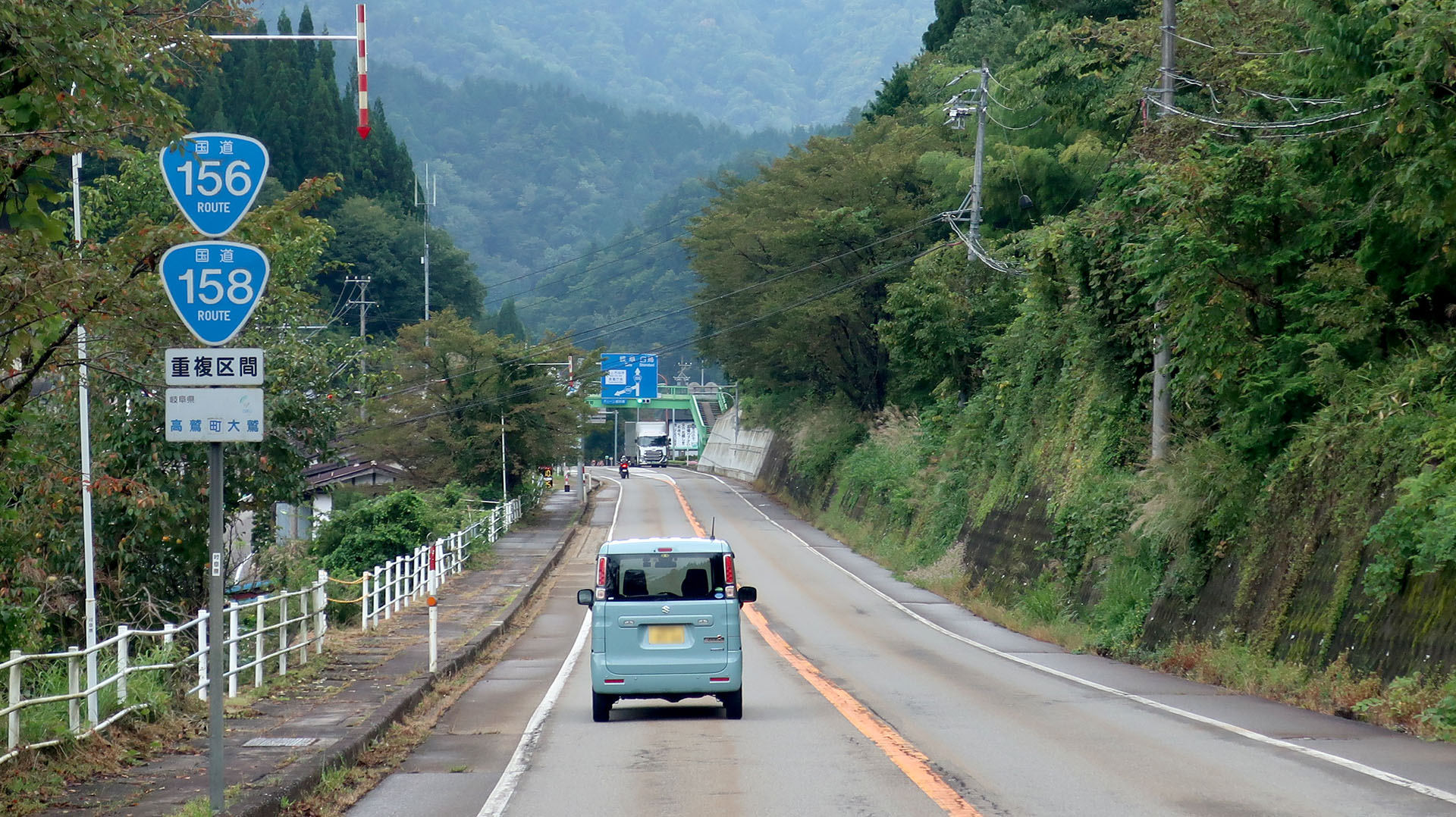
国道158号との重複区間
岐阜県郡上市高鷲町

- 国道21号・国道22号（岐阜県岐阜市・茜部本郷交差点 - 羽島郡岐南町・岐南インター交差点）
- 国道248号（岐阜県岐阜市・北一色1丁目交差点 - 関市・山田交差点[注釈 7]）
- 国道256号（岐阜県郡上市八幡町吉野・相生交差点 - 郡上市八幡町城南町・城南交差点）
- 国道158号（岐阜県郡上市白鳥町向小駄良・向小駄良南交差点 - 高山市荘川町牧戸・牧戸交差点）
- 国道471号（富山県砺波市庄川町小牧 - 砺波市庄川町金屋・金屋交差点）
- 国道359号（富山県砺波市太郎丸・太郎丸交差点 - 砺波市となみ町・花園町交差点）

### 分岐区間
- 岐阜市日野南（日野南5丁目東交差点） - 同市岩田西（岩田西3丁目交差点）

### 道路施設

#### 橋梁
- 小金田橋（津保川・関市）
- 新立花橋（長良川、美濃市）
- 下田橋（長良川、郡上市）
- 郡上大橋（吉田川、郡上市）
- 万場大橋（長良川、大和改良、郡上市）
- 新中津屋大橋（長良川、大和改良、郡上市）
- 奥美濃大橋（長良川、郡上市）
- 歩岐島大橋（長良川、郡上市）
- 藤の森大橋（長良川、郡上市）
- 節谷隧道（郡上市）
- 岩瀬橋（庄川御母衣湖、高山市）
- 尾神橋（雄神郷川御母衣湖、高山市 - 白川村）
- 大白川橋（大白川、白川村）
- 野谷橋（荒谷、白川村）
- 大牧橋（庄川、白川村）
- 小呂橋（庄川、白川村）
- 荻町橋（庄川、白川村）
- 白川橋（庄川、白川村）
- 椿原橋（馬狩谷椿原ダム湖、白川村）
- 合掌大橋（庄川、白川村 - 南砺市 - 白川村）
- 飛越橋（庄川、白川村 - 南砺市）
- 成出橋（庄川、南砺市 - 白川村）
- 小白川橋（庄川、白川村 - 南砺市）
- 宮川原橋（庄川、南砺市 - 白川村）
- 火の川原橋（庄川、白川村 - 南砺市）
- 楮橋（庄川、南砺市）
- 新屋橋（庄川、南砺市）
- 小原橋（庄川、南砺市）
- 湯出島橋（庄川、南砺市）
- 平橋（庄川、南砺市）
- 中江橋（南砺市）
- 大渡橋（庄川、南砺市）
- 駈足谷橋（南砺市）

#### トンネル
- 岩戸トンネル（岐阜東バイパス、岐阜市）
- 舟伏山トンネル（岐阜東バイパス、岐阜市）
- 立花トンネル（美濃市）
- 須原トンネル（美濃市）
- 三日市トンネル（郡上市）
- 名津佐トンネル（郡上市）
- 吉野トンネル（郡上市）
- 岩瀬1号トンネル（高山市）
- 岩瀬2号トンネル（高山市）
- 岩瀬3号トンネル（高山市）
- 尾神1号トンネル（白川村）
- 尾神2号トンネル（白川村）
- 福島保木トンネル（白川村）
- 福島第1トンネル（白川村）
- 福島第2トンネル（白川村）
- 福島第3トンネル（福島バイパス、白川村）
- 新平瀬トンネル（白川村）
- 小呂トンネル（白川村）
- 荻町トンネル（白川村）
- 飯島トンネル（白川村）
- 新内戸トンネル（白川村）
- 加須良トンネル（白川村）
- 越前トンネル（白川村）
- 小原トンネル（南砺市）
- 上梨トンネル（南砺市）
- 祖山トンネル（南砺市）
- 大牧トンネル（南砺市）
- 栃原トンネル（南砺市）
- 小牧トンネル（砺波市）
- 金屋トンネル（砺波市）

#### 道の駅
- 岐阜県
  - 美濃にわか茶屋（美濃市）
  - 美並（郡上市）
  - 清流の里しろとり（郡上市）
  - 白山文化の里長滝（郡上市）
  - 大日岳（郡上市）
  - 飛騨白山（大野郡白川村）
  - 白川郷（大野郡白川村）
- 富山県
  - 上平（南砺市）
  - たいら（南砺市）
  - 庄川（砺波市）
  - 砺波（砺波市）

## 地理

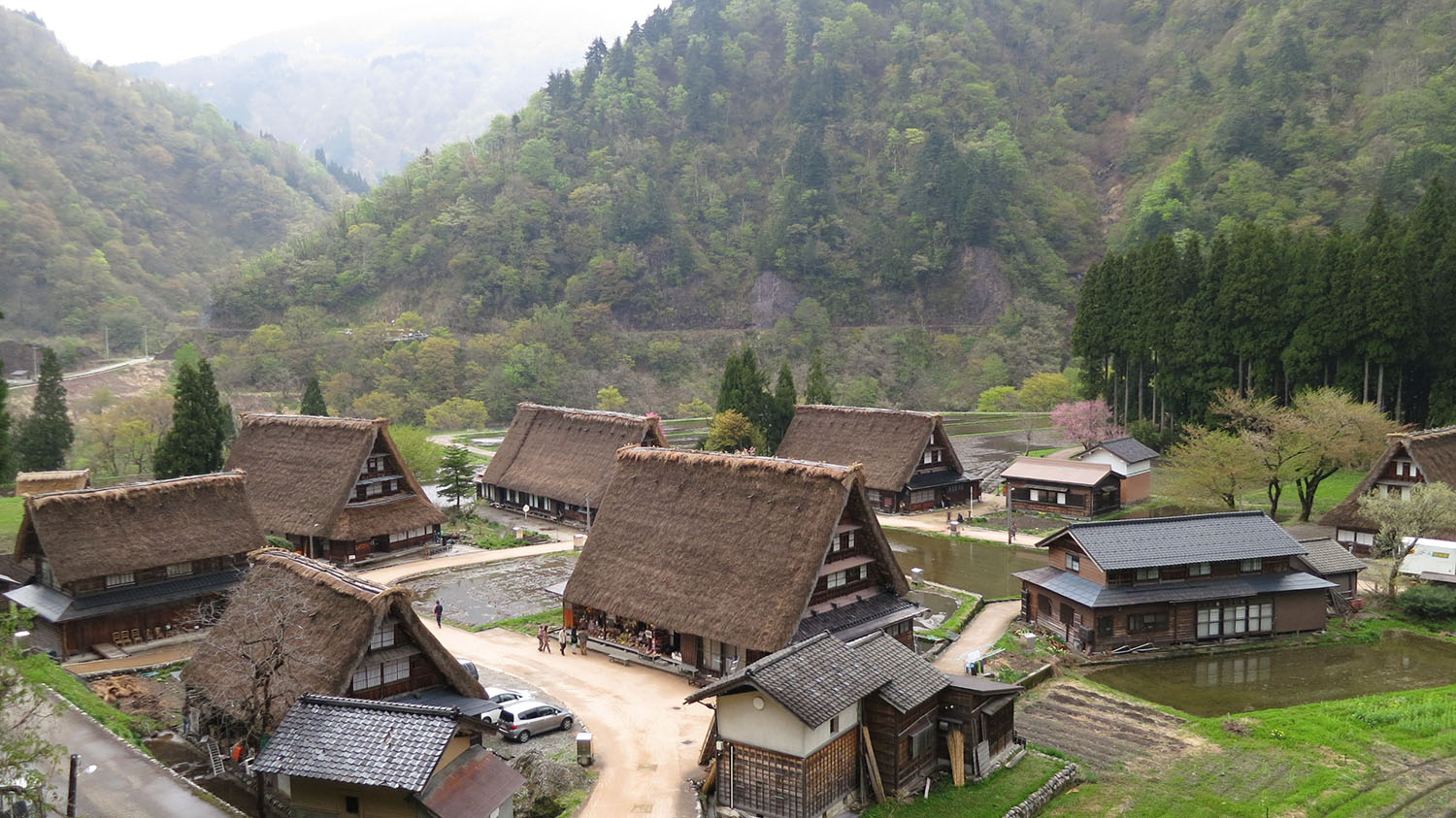
国道156号上より望む、
菅沼合掌造り集落（菅沼集落）
2013年5月撮影

郡上市高鷲町ひるがの高原付近で中央分水嶺を横切る。本路線が通過する岐阜県と富山県の県境は蛇行している庄川に設定されており、トンネルと橋で直線状に貫いているため、県境を7回連続でまたいでおり、一種の名所となっている。庄川に沿うルートは、カーブ区間が多いが、四季折々に山峡の美しい自然を見ることができる。
岐阜県白川村の白川郷から富山県南砺市の五箇山にかけて、世界遺産に登録された「白川郷・五箇山の合掌造り集落」の昔ながらの合掌造り集落がみられる。またこの区間にある合掌橋や飛越橋、楮橋などの7箇所の橋は総称して飛越七橋と呼称され、橋ごとに欄干が7色に塗り分けられている。五箇山の北側では、山峡の豊かな自然と庄川およびダム湖が織りなす絶景のワインディングロードとしても知られている。

### 通過する自治体
- 岐阜県
  - 岐阜市 - 羽島郡岐南町 - 岐阜市 - 関市 - 美濃市 - 郡上市 - 高山市 - 大野郡白川村
- 富山県
  - 南砺市 - 砺波市 - 南砺市 - 砺波市 - 高岡市

### 交差する道路
| 交差する道路                                                   | 都道府県名 | 市町村名 | 市町村名 | 交差する場所       | 備考                                                   |
| -------------------------------------------------------------- | ---------- | -------- | -------- | ------------------ | ------------------------------------------------------ |
| 国道21号 国道157号（※重複＝国道248号） 岐阜県道183号正木岐阜線 | 岐阜県     | 岐阜市   | 岐阜市   | 茜部本郷           | ここから岐南インター交差点まで国道21号・国道22号と重複 |
| 岐阜県道14号岐阜稲沢線                                         | 岐阜県     | 岐阜市   | 岐阜市   | 下川手IC           |                                                        |
| 岐阜県道177号下印食笠松線                                      | 岐阜県     | 羽島郡   | 岐南町   | 徳田IC             |                                                        |
| 国道21号・国道22号                                             | 岐阜県     | 羽島郡   | 岐南町   | 岐南インター       |                                                        |
| 岐阜県道77号岐阜環状線                                         | 岐阜県     | 羽島郡   | 岐南町   | 上印食             |                                                        |
| 岐阜県道181号岐阜那加線                                        | 岐阜県     | 岐阜市   | 岐阜市   | 長森細畑           |                                                        |
| 岐阜県道152号岐阜各務原線                                      | 岐阜県     | 岐阜市   | 岐阜市   | 入舟町5丁目        |                                                        |
| 国道248号・岐阜県道92号岐阜巣南大野線                          | 岐阜県     | 岐阜市   | 岐阜市   | 北一色1丁目        | ここから山田交差点まで国道248号と重複                  |
| 岐阜県道77号岐阜環状線                                         | 岐阜県     | 岐阜市   | 岐阜市   | （日野南1丁目）    |                                                        |
| 岐阜県道92号岐阜巣南大野線                                     | 岐阜県     | 岐阜市   | 岐阜市   | 日野南6丁目        |                                                        |
| 岐阜県道93号川島三輪線                                         | 岐阜県     | 岐阜市   | 岐阜市   | 岩田               | ここから芥見大船交差点まで岐阜県道93号と重複           |
| 岐阜県道93号川島三輪線                                         | 岐阜県     | 岐阜市   | 岐阜市   | 芥見大船           |                                                        |
| 国道248号                                                      | 岐阜県     | 関市     | 関市     | 山田               |                                                        |
| 岐阜県道287号上白金真砂線                                      | 岐阜県     | 関市     | 関市     | 上白金             |                                                        |
| 岐阜県道79号関本巣線                                           | 岐阜県     | 関市     | 関市     | 小屋名             |                                                        |
| 国道418号                                                      | 岐阜県     | 関市     | 関市     | 小瀬6番町          |                                                        |
| 岐阜県道281号関美濃線                                          | 岐阜県     | 関市     | 関市     | 下有知追分         | ここから松森交差点まで岐阜県道281号と重複              |
| 岐阜県道94号岐阜美濃線 岐阜県道343号富加美濃線                 | 岐阜県     | 美濃市   | 美濃市   | 下松森             |                                                        |
| 岐阜県道281号関美濃線                                          | 岐阜県     | 美濃市   | 美濃市   | 松森               |                                                        |
| 岐阜県道80号美濃川辺線                                         | 岐阜県     | 美濃市   | 美濃市   | 泉町               |                                                        |
| 岐阜県道81号美濃洞戸線                                         | 岐阜県     | 美濃市   | 美濃市   | 曽代               |                                                        |
| 岐阜県道324号白山美濃線                                        | 岐阜県     | 美濃市   | 美濃市   | 新部               |                                                        |
| 岐阜県道291号御手洗立花線                                      | 岐阜県     | 美濃市   | 美濃市   | （立花）           |                                                        |
| 岐阜県道288号下河和美濃洲原停車場線                            | 岐阜県     | 美濃市   | 美濃市   | 須原               |                                                        |
| 岐阜県道61号大和美並線                                         | 岐阜県     | 郡上市   | 郡上市   | 下田北             |                                                        |
| 岐阜県道324号白山美濃線                                        | 岐阜県     | 郡上市   | 郡上市   | （美並町白山）     |                                                        |
| 岐阜県道315号白山内ヶ谷線                                      | 岐阜県     | 郡上市   | 郡上市   | （美並町白山）     |                                                        |
| 東海北陸自動車道 美並インターチェンジ                          | 岐阜県     | 郡上市   | 郡上市   | 美並IC口           |                                                        |
| 岐阜県道329号美並和良明宝線                                    | 岐阜県     | 郡上市   | 郡上市   | 羽佐古             |                                                        |
| 国道256号                                                      | 岐阜県     | 郡上市   | 郡上市   | 相生               | ここから城南交差点まで国道256号と重複                  |
| 岐阜県道328号安久田吉野線                                      | 岐阜県     | 郡上市   | 郡上市   | （八幡町吉野）     |                                                        |
| 国道256号 岐阜県道327号八幡停車場線                            | 岐阜県     | 郡上市   | 郡上市   | 城南               |                                                        |
| 東海北陸自動車道 郡上八幡インターチェンジ                      | 岐阜県     | 郡上市   | 郡上市   | 八幡IC口           |                                                        |
| 岐阜県道319号寒水八幡線                                        | 岐阜県     | 郡上市   | 郡上市   | 五町               |                                                        |
| 岐阜県道61号大和美並線 岐阜県道318号寒水徳永線                 | 岐阜県     | 郡上市   | 郡上市   | 徳永               |                                                        |
| 岐阜県道317号剣大間見白鳥線                                    | 岐阜県     | 郡上市   | 郡上市   | 下剣南             |                                                        |
| 岐阜県道82号白鳥明宝線                                         | 岐阜県     | 郡上市   | 郡上市   | （白鳥町為真）     |                                                        |
| 国道158号                                                      | 岐阜県     | 郡上市   | 郡上市   | 向小駄良南         | ここから牧戸交差点まで国道158号と重複                  |
| 岐阜県道317号剣大間見白鳥線                                    | 岐阜県     | 郡上市   | 郡上市   | 向小駄良           |                                                        |
| 岐阜県道314号石徹白前谷線                                      | 岐阜県     | 郡上市   | 郡上市   | （白鳥町歩岐島）   |                                                        |
| 岐阜県道316号鮎立恩地線                                        | 岐阜県     | 郡上市   | 郡上市   | （高鷲町鮎立）     |                                                        |
| 岐阜県道452号惣則高鷲線                                        | 岐阜県     | 郡上市   | 郡上市   | 正ヶ洞             |                                                        |
| 岐阜県道45号高鷲インター線                                     | 岐阜県     | 郡上市   | 郡上市   | 穴洞橋             |                                                        |
| 岐阜県道321号ひるがの高原線                                    | 岐阜県     | 郡上市   | 郡上市   | （高鷲町ひるがの） |                                                        |
| 国道158号                                                      | 岐阜県     | 高山市   | 高山市   | 牧戸               |                                                        |
| 岐阜県道451号白山公園線                                        | 岐阜県     | 大野郡   | 白川村   | （御母衣）         |                                                        |
| 国道360号                                                      | 岐阜県     | 大野郡   | 白川村   | （荻町）           |                                                        |
| 白山白川郷ホワイトロード                                       | 岐阜県     | 大野郡   | 白川村   | 鳩谷               | 村道を介しての間接接続                                 |
| 東海北陸自動車道 白川郷インターチェンジ                        | 岐阜県     | 大野郡   | 白川村   | 白川郷IC口         | 交差点から料金所までの取付道路も国道156号              |
| 富山県道54号福光上平線                                         | 富山県     | 南砺市   | 南砺市   | 西赤尾             |                                                        |
| 東海北陸自動車道 五箇山インターチェンジ                        | 富山県     | 南砺市   | 南砺市   | 五箇山インター     |                                                        |
| 国道304号                                                      | 富山県     | 南砺市   | 南砺市   | 下梨               |                                                        |
| 国道471号                                                      | 富山県     | 砺波市   | 砺波市   | 小牧               | ここから金屋交差点まで国道471号と重複                  |
| 国道471号 富山県道40号高岡庄川線                               | 富山県     | 砺波市   | 砺波市   | 金屋               |                                                        |
| 富山県道371号本町高木出線                                      | 富山県     | 砺波市   | 砺波市   | 示野               |                                                        |
| 富山県道11号新湊庄川線                                         | 富山県     | 砺波市   | 砺波市   | （庄川町示野）     |                                                        |
| 富山県道143号小森谷庄川線                                      | 富山県     | 砺波市   | 砺波市   | 天正               |                                                        |
| 富山県道371号本町高木出線                                      | 富山県     | 砺波市   | 砺波市   | 五鹿屋             | ここから五郎丸北交差点まで富山県道371号と重複          |
| 富山県道25号砺波細入線                                         | 富山県     | 砺波市   | 砺波市   | 五郎丸             |                                                        |
| 富山県道371号本町高木出線                                      | 富山県     | 砺波市   | 砺波市   | 五郎丸北           |                                                        |
| 国道359号                                                      | 富山県     | 砺波市   | 砺波市   | 太郎丸             | ここから花園町交差点まで国道359号と重複                |
| 富山県道16号砺波小矢部線                                       | 富山県     | 砺波市   | 砺波市   | 豊町               |                                                        |
| 富山県道17号砺波庄川線                                         | 富山県     | 砺波市   | 砺波市   | 山王町             |                                                        |
| 国道359号                                                      | 富山県     | 砺波市   | 砺波市   | 花園町             |                                                        |
| 富山県道20号砺波福光線                                         | 富山県     | 砺波市   | 砺波市   | 栄町               |                                                        |
| 富山県道72号坪野小矢部線                                       | 富山県     | 砺波市   | 砺波市   | 油田               |                                                        |
| 富山県道353号西部金屋戸出線                                    | 富山県     | 高岡市   | 高岡市   | 戸出町4丁目        |                                                        |
| 富山県道9号富山戸出小矢部線                                    | 富山県     | 高岡市   | 高岡市   | 戸出狼             |                                                        |
| 富山県道252号戸出高岡線 富山県道253号戸出停車場線              | 富山県     | 高岡市   | 高岡市   | 伊勢領             |                                                        |
| 富山県道57号高岡環状線                                         | 富山県     | 高岡市   | 高岡市   | 佐野               |                                                        |
| 富山県道40号高岡庄川線（※重複＝富山県道247号中川南町線）       | 富山県     | 高岡市   | 高岡市   | 南町               |                                                        |
| 富山県道254号立野鴨島線                                        | 富山県     | 高岡市   | 高岡市   | 鴨島               |                                                        |
| 富山県道23号高岡停車場線 富山県道64号高岡氷見線                | 富山県     | 高岡市   | 高岡市   | 片原町             |                                                        |
| 富山県道24号伏木港線 富山県道44号富山高岡線                    | 富山県     | 高岡市   | 高岡市   | 広小路             |                                                        |
| 国道8号                                                        | 富山県     | 高岡市   | 高岡市   | 四屋               |                                                        |

※ 交差する場所の括弧書きは地名、それ以外は交差点名・インターチェンジ名で表示。

## ギャラリー

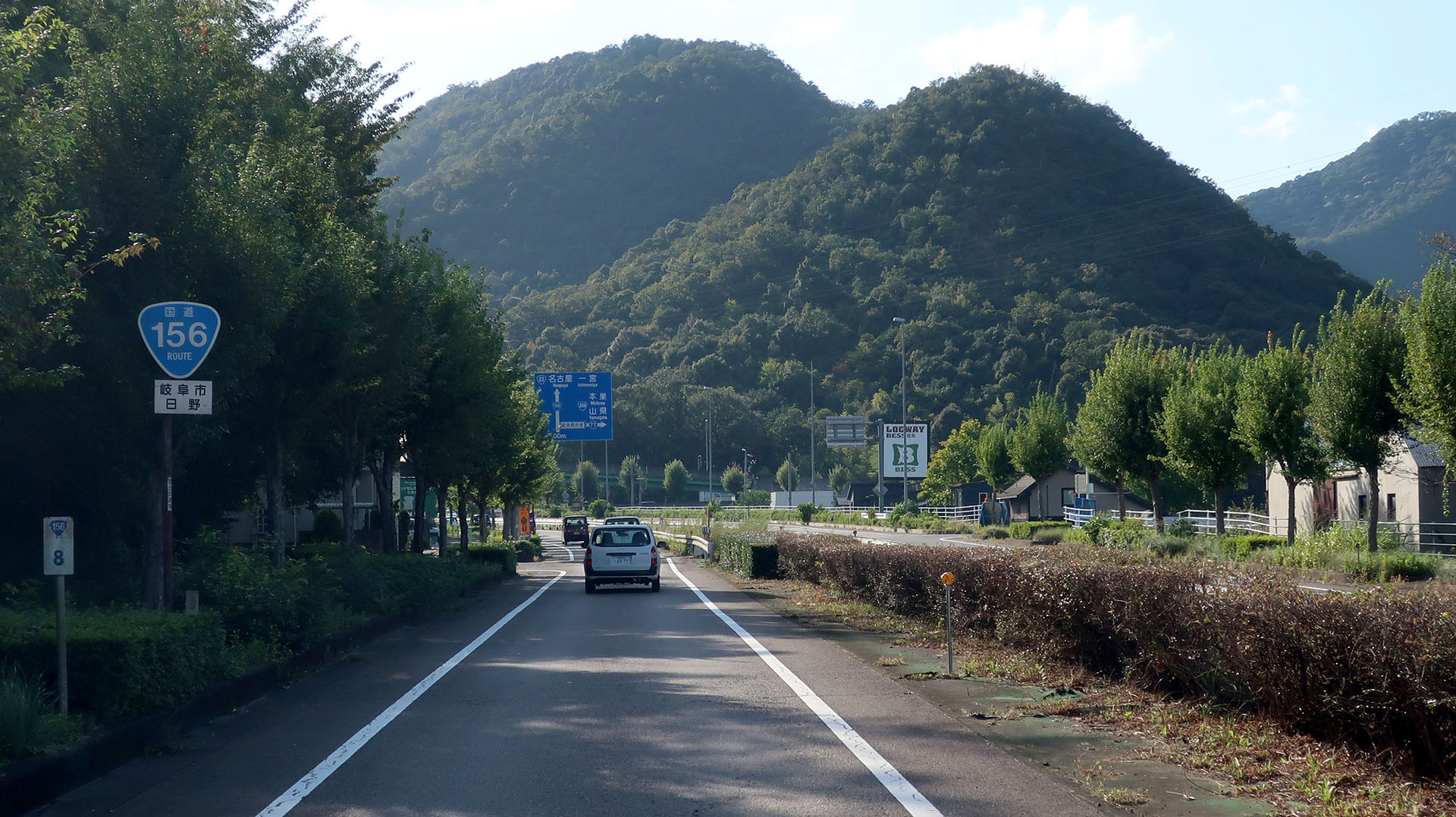
岐阜県岐阜市日野 (岐阜東バイパス)
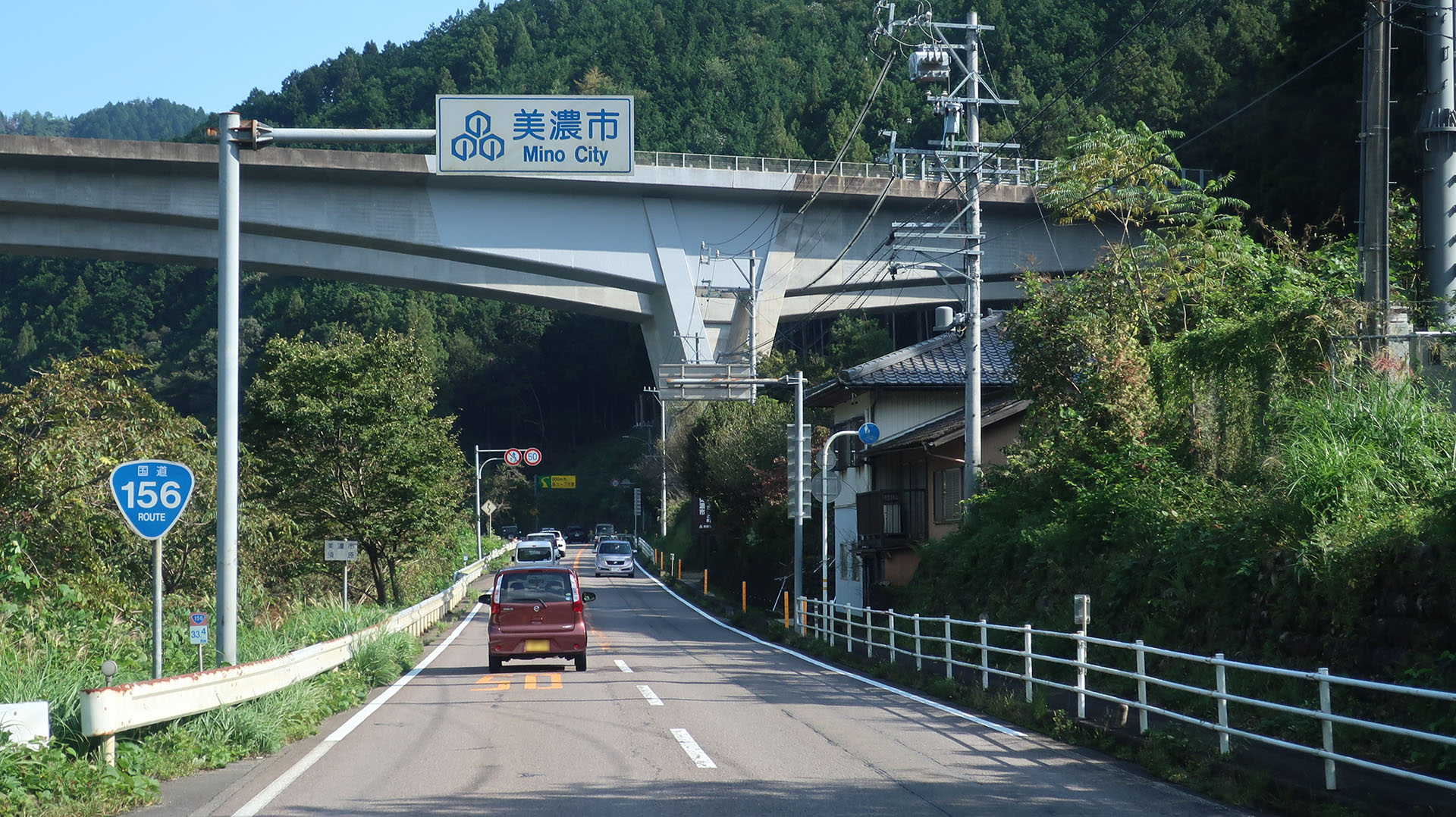
美濃市境 岐阜県美濃市須原
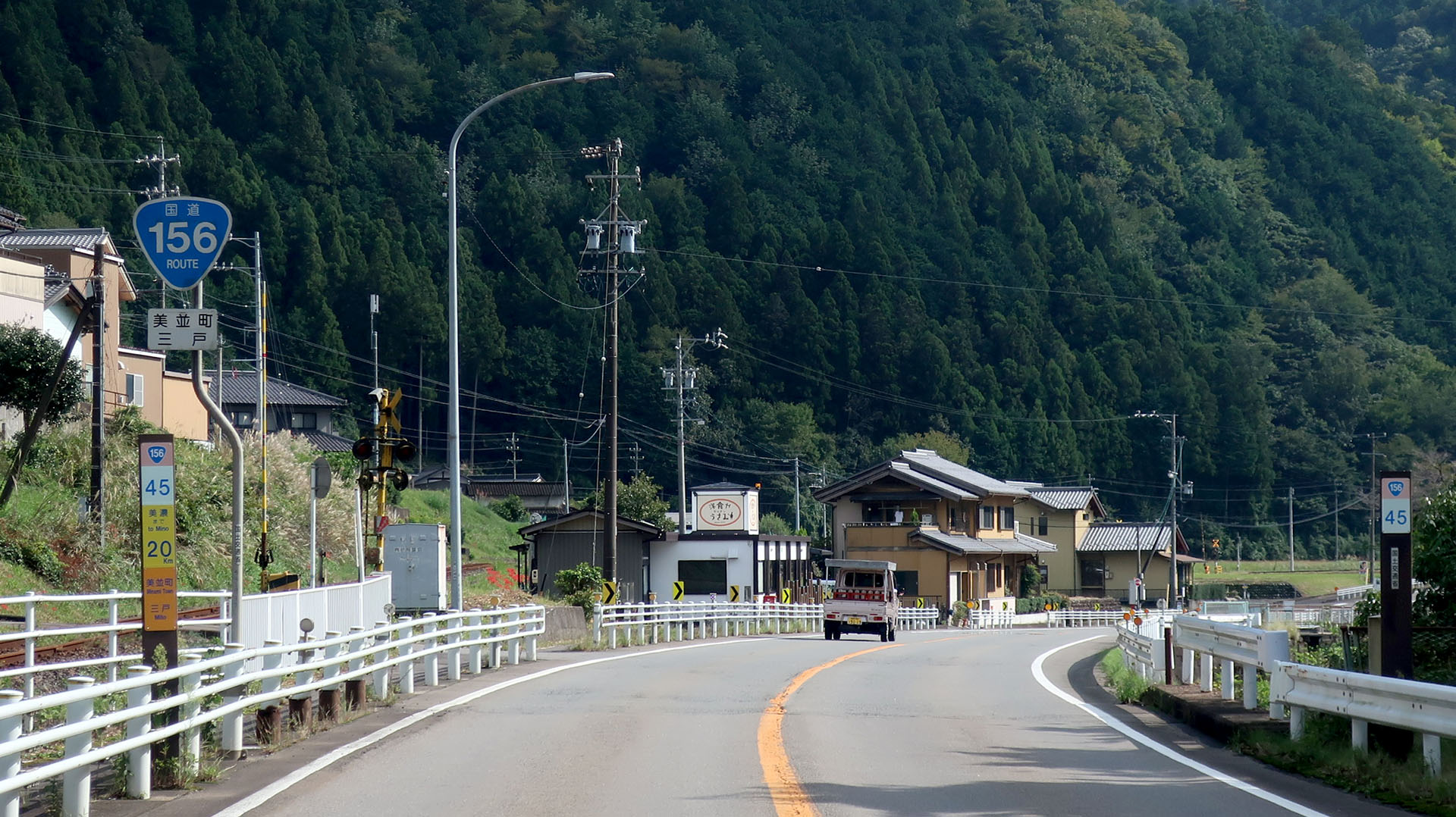
岐阜県郡上市美並町三戸
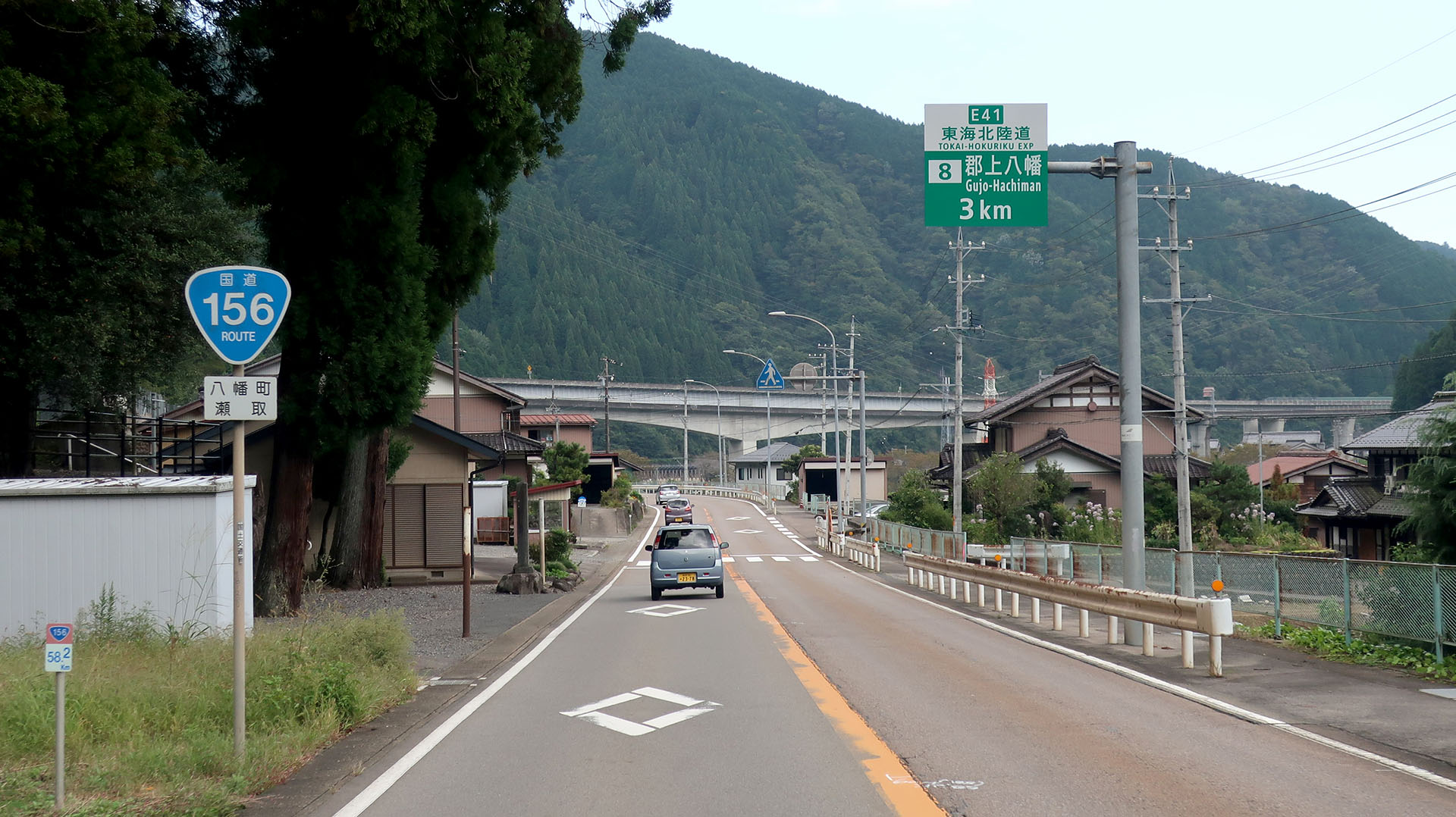
岐阜県郡上市八幡町瀬取
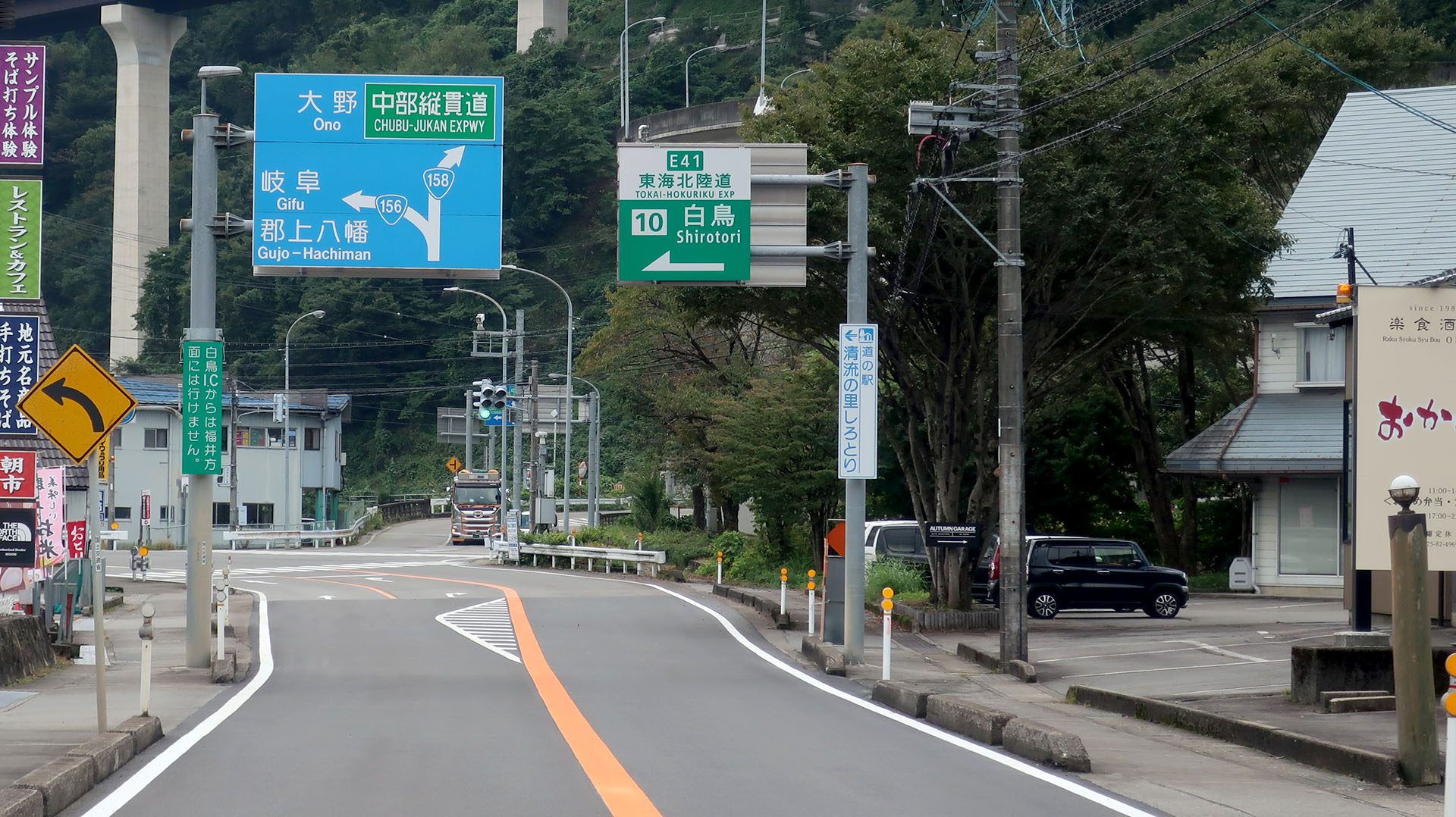
国道158号との分岐 岐阜県郡上市白鳥町
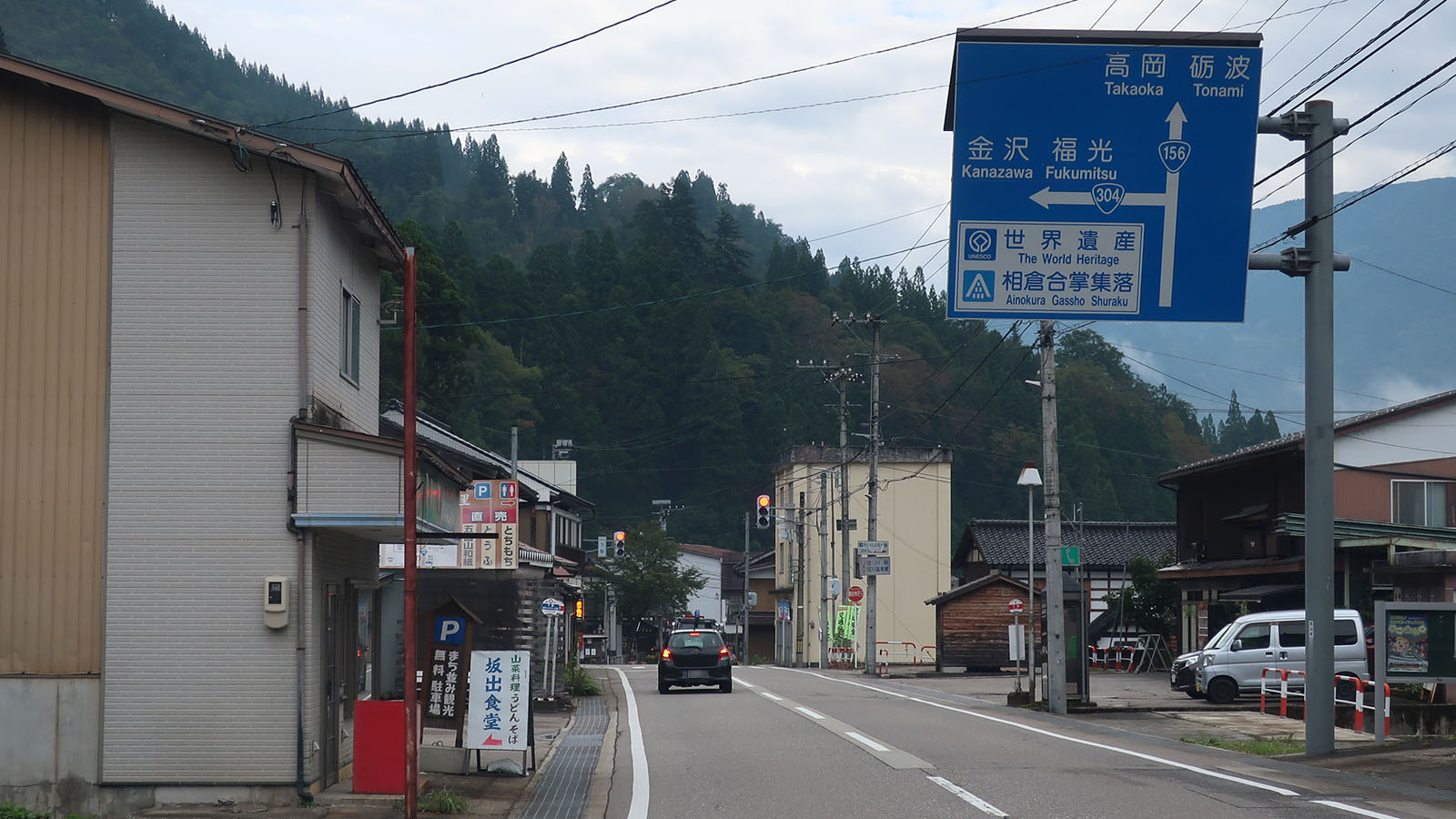
国道304号との分岐 富山県南砺市下梨